# لي إتش فيليبس
لي إتش فيليبس (بالإنجليزية: Lee H. Phillips)‏ هو عسكري أمريكي، ولد في 3 فبراير 1930 في ستوكبريدج في الولايات المتحدة، وتوفي في 27 نوفمبر 1950 في كوريا في ممالك كوريا الثلاث.